# Camponotus septentrionalis
Camponotus septentrionalis é uma espécie de inseto do gênero Camponotus, pertencente à família Formicidae.